# Camellia gilbertii
Camellia gilbertii är en tvåhjärtbladig växtart som först beskrevs av Auguste Jean Baptiste Chevalier, och fick sitt nu gällande namn av Joseph Robert Sealy. Camellia gilbertii ingår i släktet Camellia och familjen Theaceae. Inga underarter finns listade i Catalogue of Life.